# Bactrocera flavipilosa
Bactrocera flavipilosa är en tvåvingeart som först beskrevs av Hardy 1982.  Bactrocera flavipilosa ingår i släktet Bactrocera och familjen borrflugor. Inga underarter finns listade.